# Ereteken voor Roemrijke Daden

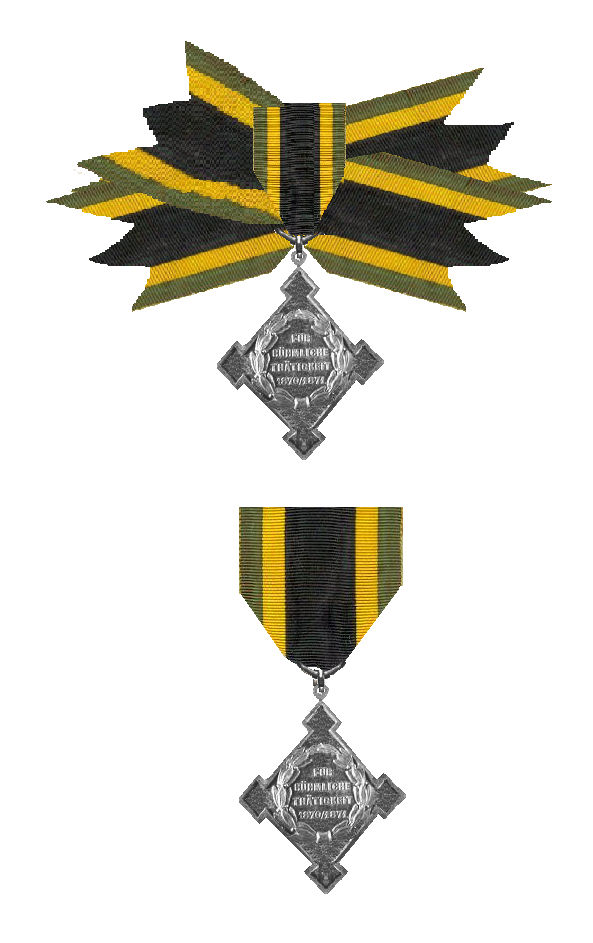
Medailles aan strik en lint

Het Ereteken voor Roemrijke Daden (Duits: Ehrenzeichen für rühmliche Tätigkeit) was een in op 19 juli 1871 ingestelde onderscheiding van het groothertogdom Saksen-Weimar-Eisenach. De ruitvormige zilveren medaille werd in 1871 en 1872 uitgereikt.
De medaille werd in 1871 door groothertog Carl Alexander van Saksen-Weimar-Eisenach en zijn echtgenote Sophie ingesteld. De aanleiding was de overwinning van de verbonden Duitse staten op Napoleon III in de Frans-Duitse Oorlog. Deze medaille was voor verdiensten aan het thuisfront bestemd. De onderscheiding werd ook aan dames uitgereikt. 
De voorzijde van de medaille draagt binnen een lauwerkrans de tekst FÜR RÜMLICHE THÄTIGKEIT. Op de keerzijde staat het gekroonde en verstrengelde monogram CA.
De medaille werd aan een zwart lint met brede groen-gele bies op de linkerborst gedragen. Dames droegen de medaille aan een strik van dezelfde stof op de linkerschouder.
De onderscheiding heeft een bijzondere vorm, ze lijkt op een vesting met vier bastions. De zilveren ring tussen medaille en lint is bevestigd aan een aan de punt van een bastion bevestigd oog. Het ontwerp was van de hand van de stempelsnijder F. Helfricht in Gotha, De fabrikant was Karl Koch in Weimar.
In totaal werden 456 medailles uitgereikt. Een medaille weegt 16,2 gram en is 45 millimeter hoog en 38 millimeter breed.